# 불치 (사르데냐)

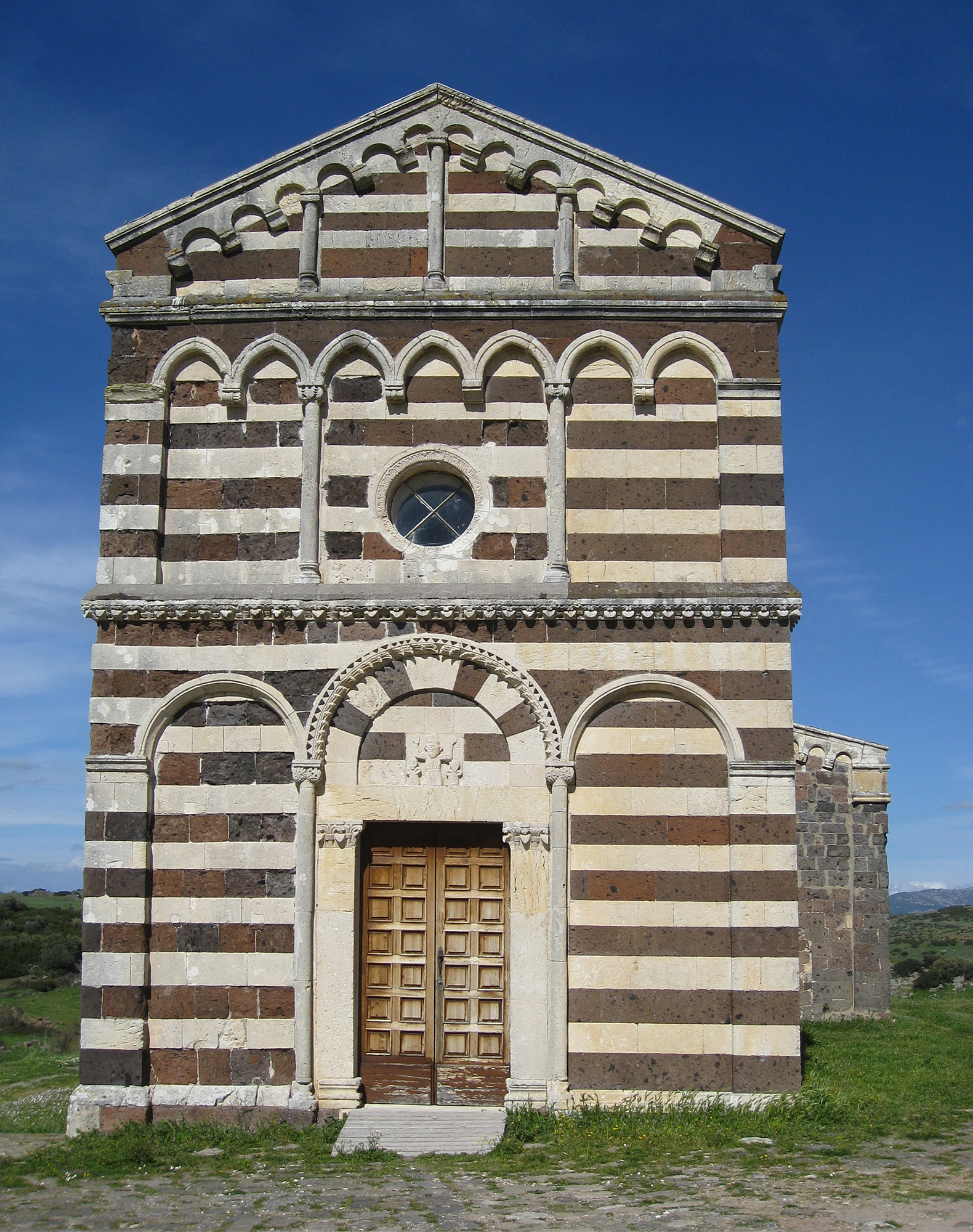
산 피에트로 델 크로치피소 교회.

불치(Bulzi, 사르데냐어: Bultzi)는 사르데냐 이탈리아 지역의 사사리도에 있는 코무네(지방 자치체)로, 칼리아리에서 북쪽으로 약 180 킬로미터 (110 mi), 사사리 (사르데냐)에서 북동쪽으로 약 25 킬로미터 (16 mi) 떨어져 있다.
불치는 다음 지방 자치체와 접해 있다: 라에루, 페르푸가스, 산타 마리아 코기나스, 세디니.
볼거리로는 12세기 산 피에트로 델 크로치피소 또는 산 피에트로 델레 임마지니 교회가 있으며, 이는 사르데냐 로마네스크 건축 양식의 한 예이다.